# Africa Finance Corporation
Die Africa Finance Corporation (AFC) ist eine panafrikanische multilaterale Entwicklungsfinanzierungsinstitution, die 2007 von souveränen afrikanischen Staaten gegründet wurde, um pragmatische Lösungen für Afrikas Infrastrukturdefizit und schwierige Rahmenbedingungen anzubieten. Die Gesellschaft überbrückt die Lücke bei den Infrastrukturinvestitionen durch die Bereitstellung von Fremd- und Eigenkapitalfinanzierungen, Projektentwicklung sowie technischen und finanziellen Beratungsdiensten. Der Investitionsauftrag der AFC ist panafrikanisch und konzentriert sich auf Investitionen in fünf Schlüsselsektoren: Energie, Transport und Logistik, natürliche Ressourcen, Telekommunikation und Schwerindustrie.

## Anteilseigener
Die AFC befindet sich mehrheitlich im Besitz privater Investoren, bei denen es sich größtenteils um afrikanische Finanzinstitute handelt. 45 % des Unternehmens befinden sich im Besitz privater Investoren. Weitere 51 % befinden sich im Besitz von Staaten und multinationalen Unternehmen.
Die Mitgliedschaft in der AFC steht allen afrikanischen Staaten offen. Derzeit hat die AFC 43 Mitgliedsstaaten:
| Ägypten       | Angola                | Äthiopien      | Benin          |
| Botswana      | Burkina Faso          | Burundi        | Elfenbeinküste |
| Kongo         | Dschibuti             | Eritrea        | Eswatini       |
| Gabun         | Gambia                | Ghana          | Guinea         |
| Guinea-Bissau | Kamerun               | Kap Verde      | Kenia          |
| Liberia       | Madagaskar            | Malawi         | Mali           |
| Marokko       | Mauretanien           | Mauretanien    | Namibia        |
| Niger         | Nigeria               | Republik Kongo | Ruanda         |
| Sambia        | São Tomé und Príncipe | Senegal        | Sierra Leone   |
| Simbabwe      | Somalia               | Südsudan       | Togo           |
| Tschad        | Tunesien              | Uganda         |                |